# Paroecanthus eudoxos
Paroecanthus eudoxos är en insektsart som beskrevs av Otte, D. 2006. Paroecanthus eudoxos ingår i släktet Paroecanthus och familjen syrsor. Inga underarter finns listade i Catalogue of Life.